# Amy Irving
Amy Irving, född 10 september 1953 i Palo Alto, Kalifornien, är en amerikansk skådespelare. 
Irvings föräldrar var teaterregissören Jules Irving och skådespelaren Priscilla Pointer. Redan som ung var hon verksam som teaterskådespelare. Hon gjorde sin filmdebut 1976 i Brian De Palmas Carrie (i vilken hennes mor också medverkar). 1978 syntes hon i De Palmas Mardrömsjakten. För sin roll i Barbra Streisands Yentl Oscarnominerades hon för bästa kvinnliga biroll. Hon syntes också i Blake Edwards En fru för mycket (1984) och miniserien Anastasia (1986), som gav henne en Golden Globe-nominering. Under 2000-talet har hon bland annat synts i Traffic (2000), Thirteen Conversations About One Thing (2001) och Tuck Everlasting (2002). Hon har också varit verksam som scenskådespelare. 
Irving sällskapade med Steven Spielberg under slutet av 1970-talet. De gifte sig senare, ett äktenskap som varade 1985–1989. Efter skilsmässan fick hon runt $100 miljoner. Hon har sedan varit gift med den brasilianske regissören Bruno Barreto och dokumentärfilmaren Kenneth Bowser.

## Filmografi i urval
- 1976 – Carrie
- 1978 – Mardrömsjakten
- 1979 – Dit röster inte når
- 1980 – Tävlingen
- 1983 – Yentl
- 1984 – En fru för mycket
- 1986 – Anastasia
- 1988 – Kärlek på Manhattan
- 1988 – Vem satte dit Roger Rabbit? (sångröst)
- 1989 – Liberian Girl
- 1991 – Resan till Amerika – Fievel i vilda västern (röst)
- 1993 – Blod är tjockare än vatten
- 1995 – Kleptomanerna
- 1996 – I'm Not Rappaport
- 1997 – Harry bit för bit
- 1999 – Carrie 2
- 2000 – Traffic
- 2001 – Thirteen Conversations About One Thing
- 2002 – Tuck Everlasting
- 2002–2005 – Alias (TV-serie) (9 avsnitt)
- 2005 – Hide and Seek
- 2009 – Adam
- 2013 – Zero Hour (TV-serie)
- 2014–2019 – The Affair (TV-serie) (ett avsnitt 2018)

## Teater

### Roller
| År   | Roll            | Produktion            | Regi       | Teater                            |
| ---- | --------------- | --------------------- | ---------- | --------------------------------- |
| 1981 | Constanze Weber | Amadeus Peter Shaffer | Peter Hall | Broadhurst Theatre, New York, USA |